# セル＝ヴァランゲル
セル＝ヴァランゲル（ノルウェー語: Sør-Varanger）は、ノルウェーのフィンマルク県にある基礎自治体。行政の中心はキルケネス。ヴァドソーより1858年1月1日に分かれた。面積は3,971平方キロメートル、人口は10,063人（2024年）。

## 基礎情報

### 地名

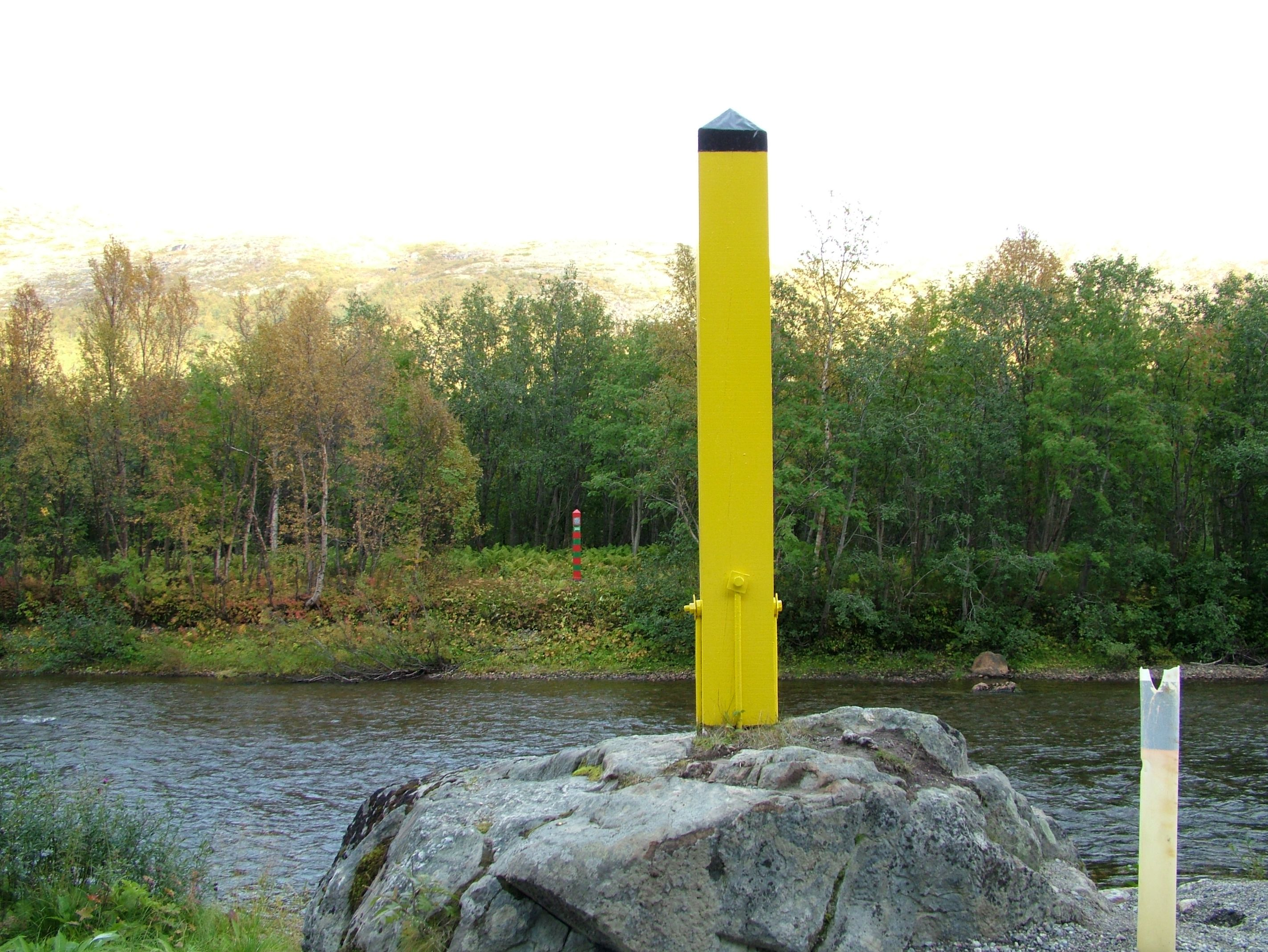
ロシアとの国境

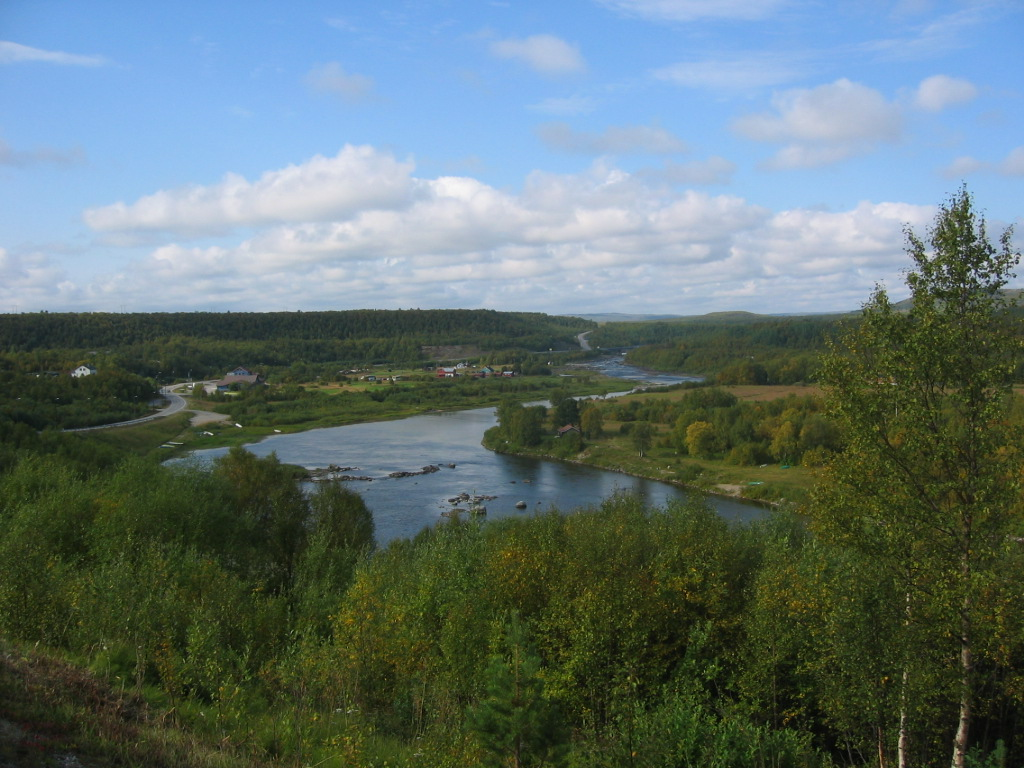
ネイデン付近の河川はサーモンの好漁場として知られる

セル＝ヴァランゲルとは元々、この地域のフィヨルドを指す言葉だった。初めのverは「漁村」、後のangrは「フィヨルド」を意味する。そのフィヨルドは現在、メシュフィヨルデンと呼ばれている。また、接頭辞の「セル」は南という意味。1918年まではSydvarangerと表記されていた。かつてはノール＝ヴァランゲルという自治体もあったが、1964年にヴァドソーに編入された。

### 紋章
現在の紋章は1982年4月16日に国王の認可を得た。金と橙のそれぞれ三つの炎が交わっている。この「三つ」という数字は、農業、鉱業、漁業の三つの基幹産業、ネイデン、パーツヨキ、ヤコブセルヴァの三つの河川、この地域がノルウェー、ロシア、フィンランドの三国の国境地帯にあること、さらにはノルウェー人、サーミ人、フィンランド人の三つの主要民族を表している。

## 地理
フィンランドとロシアとの国境地帯のおよそ4000km2を管轄しており、そのほとんどがモモ、カバなどの低木林である。バレンツ海に面し、土地は肥沃ではない。
中心の町はキルケネスで、そのほかブゲイネス、ネイデン、さらにパーツヨキ川流域の村落などがある。キルケネス近郊のヘイブクトモーエンには、キルケネス空港や軍事基地が置かれている。
植物相はシベリアのタイガと同じで、トウヒが多い。エヴレ・パスヴィク国立公園などの内陸部にはクマが出没する。

## 歴史
元々、この地にはスコルト・サーミ人が住んでいた。サーミの部族らはまだノルウェー、フィンランド、ロシアの国境が定められていなかった時代、沿岸部と内陸部を自由に行き来して暮らしていた。16世紀になると、彼らは正教徒となった。ネイデンにある1565年に建てられた聖ゲオルゲ教会は、その当時から正教会の影響を受けていたことを窺わせる。1826年には、ノルウェーとロシアの間で国境線が引かれた。ノルウェーは入植者を募集し、ルーテル教会を建てさせた。19世紀にはフィンランドのクヴェン人らが盆地に入植地を築いた。1906年にキルケネスで鉄鉱脈が発見されると、ノルウェーから多くの人々が押し寄せた。
1906年、キルケネス近郊のビェルネヴァトンで鉱山が開かれると、シドヴァランゲルという鉱山会社が設立された。その4年後には鉱山とキルケネス港を結ぶキルケネス＝ビェルネヴァトン線が開通し、輸送も容易になった。鉱山は1996年に閉山された。

## レクリエーション
観光名所としては、ロシア国境近くにあるグレンセ・ヤコブセルヴ入植地に建てられたロシア正教会の聖ゲオルゲ教会や、宗教施設との見方が有力視される先史時代の迷路型遺跡などがある。
レジャーはサーモンの川釣り、ヘラジカやライチョウなどの狩り、スノーモービルでのドライブなどが人気。域内のへき地と呼ばれるところには、多くのコテージがある。